# Nanorana minica
Nanorana minica es una especie de anfibio anuro de la familia Dicroglossidae. Se encuentra en el norte de la India y oeste de Nepal. Se encuentra amenazada de extinción por la pérdida de su hábitat natural.